# Lithobactrum forte
Lithobactrum forte är en svampdjursart som beskrevs av James Barrie Kirkpatrick 1903. Lithobactrum forte ingår i släktet Lithobactrum och familjen Siphonidiidae. Inga underarter finns listade i Catalogue of Life.